# میرزا عیسی خیالی
میرزاعیسی خیالی (۱۹۱۷–۱۸۵۰) متولد اردبیل، در جوانی به لنکران رفته و در آنجا سکونت گزیده‌است. بیشتر اشعارش به پارسی است. آثار وی تاکنون منتشر نشده‌است. او از اعضای انجمن ادبی «فوج‌الفصحا» بود، که در نیمهٔ دوم سدهٔ نوزدهم در لنکران فعالیت می‌کرد.

## پیوندبه بیرون
- بابا صفری (۱۳۷۰)، اردبیل در گذرگاه تاریخ جلداول، انتشارات دانشگاه آزاد
- [پیوند مرده]